# Sciurus aestuans
Sciurus aestuans (Вивірка бразильська) — вид ссавців, гризунів родини Вивіркових (Sciuridae).

## Морфометрія
Середня довжина тіла: 200 мм, середня довжина хвоста: 183, середнє значення маси: 180 гр., середня кількість дитинчат у виводку: 2.30. 

## Поширення
Країни поширення: Бразилія, Колумбія, Французька Гвіана, Гаяна, Суринам, Венесуела. Зустрічаються в різних типах лісу від Атлантичних галерейних лісів до дощових лісів Амазонки. Також зустрічаються в міських парках.

## Загрози та охорона
Вид знаходиться під загрозою вирубки лісів і фрагментації середовища проживання.